# St Kew
St Kew – wieś w Anglii, w Kornwalii. Leży 72 km na północny wschód od miasta Penzance i 344 km na zachód od Londynu. W 2001 miejscowość liczyła 1026 mieszkańców.